# 日本電子
日本電子株式會社（日语：日本電子株式会社）是日本的一家科學儀器生產商，總部位於東京都昭島市。
該公司主要業務為實驗室設備、半導體製造裝置、化學與醫學檢測儀器的設計與製造，並提供保養及維護相關服務。

## 历史

### 年表
- 1949年 - 株式會社日本電子光學研究所於東京都三鷹市成立。
- 1956年 - 製造出日本國內第一個核磁共振裝置。
- 1961年 - 社名變更為日本電子株式會社。
- 1962年 - 股票在東證二部上市。
- 1966年 - 於東證一部上市。
- 1976年 - 成功拍攝世界第一張用電子顯微鏡觀測原子排列的照片。
- 2005年 - 與東京大學展開產學合作。
- 2013年 - 開發出世界首個無需填充氦的核磁共振儀。
- 2014年 - 與尼康在資本與業務上進行合作[1]。

## 主要產品
- 穿透式電子顯微鏡
- 掃描式電子顯微鏡
- 掃描式探針顯微鏡
- 電子束微影系統
- 質譜儀
- 核磁共振、電子自旋共振相關儀器
- 醫療檢測設備系統

## 外部連結
- 日本電子官方網站 （页面存档备份，存于）